# Schiedam

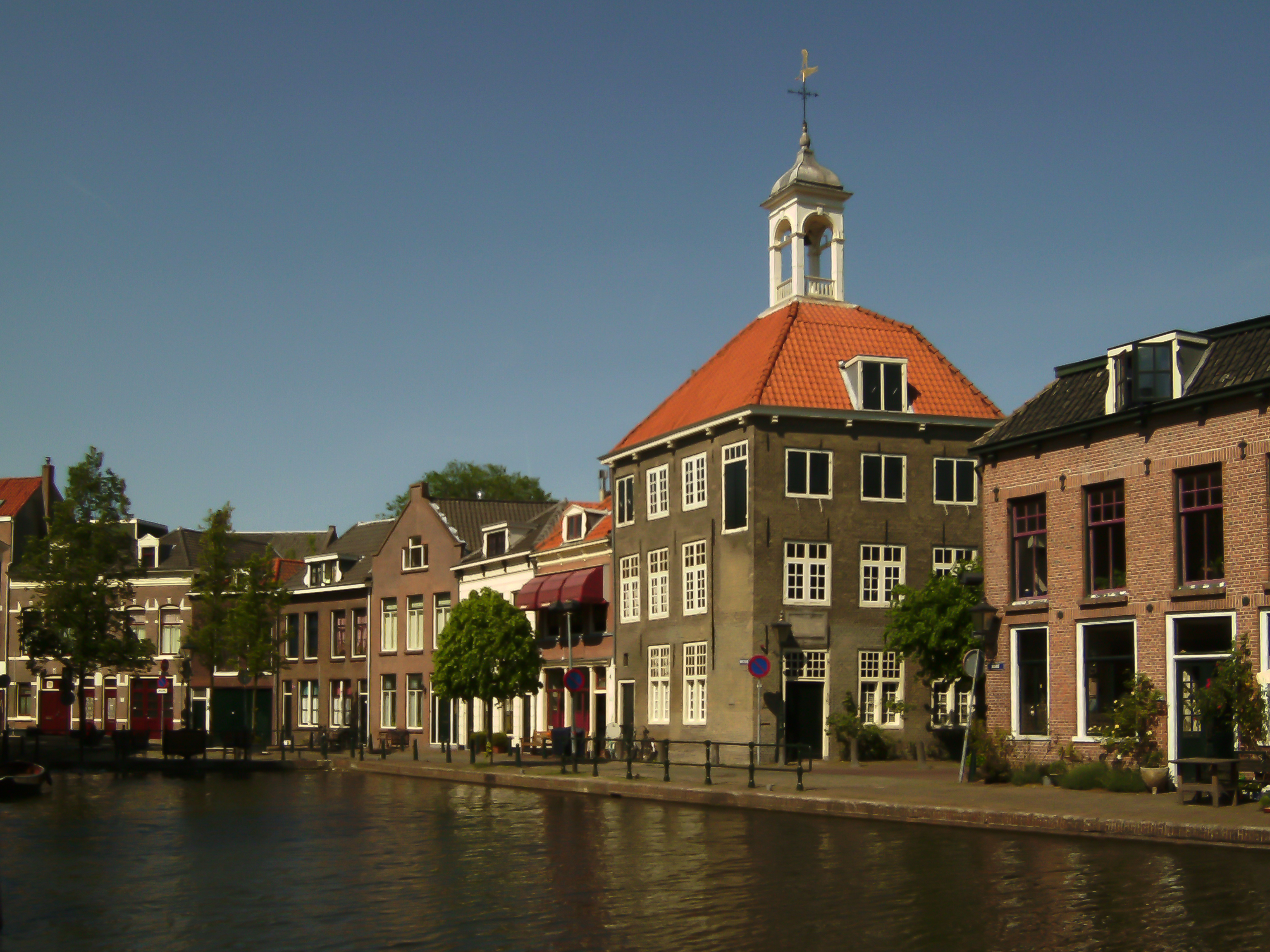
Schiedam

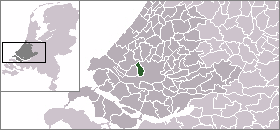
Localização da cidade de Schiedam.

Schiedam é uma cidade pertencente a província da Holanda do Sul nos Países Baixos. 
O município faz parte da área metropolitana de Rotterdam.

## Dados demográficos

### População
- 2004 - 75.619
- 2006 - 75.111